# Shangrao
Shangrao (xinès tradicional: 上饒, xinès simplificat: 上饶, pinyin: Shàngráo) és una ciutat-prefectura de mida mitjana situada al nord-est de la província de Jiangxi, a la República Popular de la Xina.
La mateixa ciutat de Shangrao és a l'extrem més occidental del domini lingüístic de Wu, mentre que la majoria dels comtats parlen Gan.

## Subdivisió
Shangrao administra un districte, una ciutat comtal de la Xina i deu comtats:

### Districte
- Xinzhou (信州)

### Ciutat comtal
- Ciutat de Dexin (德兴)

### Comtats
- Comtat de Shangrao (上饶)
- Comtat de Guangfeng (广丰)
- Comtat de Yushan (玉山)
- Comtat de Wuyuan (婺源)
- Comtat de Yiyang (弋阳)
- Comtat de Hengfeng (横峰)
- Comtat de Boyang (鄱阳)
- Comtat de Yugan (余干)
- Comtat de Wannian (万年)
- Comtat de Yanshan (铅山)